# 秘密间谍 (1996年电影)
《秘密间谍》（英語：The Secret Agent）是一部1996年英国剧情惊悚片，由基斯杜化·咸頓编剧和执导，鲍勃·霍斯金斯和帕特里夏·阿奎特主演。影片改编自约瑟夫·康拉德1907年的同名小说。